# Cercomacra ferdinandi
Cercomacra ferdinandi là một loài chim trong họ Thamnophilidae.